# جوري كيكي
جوري ديميتري كيكي كومينداتور (من مواليد 11 أكتوبر 1969) هو لاعب جمباز إيطالي. فاز بالميدالية الذهبية في الألعاب الأولمبية الصيفية 1996 في أتلانتا في حدث الحلقات عام 1996 ، والميدالية البرونزية في الألعاب الأولمبية الصيفية 2004 في أثينا. وكانت برونزية نتيجة محاولته العودة إلى الرياضة في 35 عاماً، وهي أعلى بكثير مما يعتبر متوسط عمر لاعب جمباز رجال.
سيطر جوري كيكي على حدث حلقات خلال التسعينيات، لذلك أطلق عليه لقب "سيد الحلقات" ومع ذلك لم يستطع المشاركة في دورة الألعاب الأولمبية الصيفية 1992 في برشلونة ودورة الألعاب الأولمبية الصيفية 2000 في سيدني بسبب إصابات خطيرة. وقد حصل على خمس ميداليات ذهبية واثنتين من البرونزيات في بطولة العالم للجمباز وأربع ميداليات ذهبية واثنتين برونزيتين في بطولة أوروبا.
حامل جوري كيكي العلم الإيطالي في حفل افتتاح دورة الألعاب الأولمبية الصيفية 2004 في أثينا، كما شارك في حفل افتتاح دورة الألعاب الأولمبية الشتوية 2006 في تورين.
أثارت لجنة التحكيم بعض الجدل في أولمبياد أثينا 2004 عندما صافح يوردان يوفتشيف الحاصل على الميدالية الفضية في نهائي الحلقات وأشار إلى أنه كان يجب أن يفوز بالميدالية الذهبية، وليس ديموستينيس تامباكوس (بمعنى أنه فاز فقط لأنه كان بطل محلياً).

## مرتبة الشرف
الرتبة الثالثة / القائد: وسام الاستحقاق من الجمهورية الإيطالية
- 27 سبتمبر 2004. من قبل رئيس الجمهورية الإيطالية كارلو أزيليو تشامبي.

## روابط خارجية
- الموقع الرسمي